# سلستين الثالث

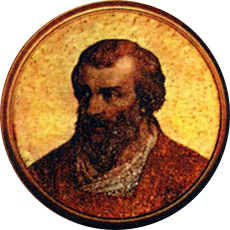
البابا سلستين الثالث

البابا سلستين الثالث (باللاتينية: Caelestinus III) ـ (حوالي 1106 ـ 8 يناير 1198) ـ ولد باسم جاسينتو بوبوني ـ هو بابا الكنيسة الكاثوليكية منذ انتخابه في 21 مارس 1191 وحتى وفاته. ولد في روما، وينتمي إلى أسرة أورسيني، وهي إحدى أسر نبلاء روما التي كانت تتمتع بنفوذ واسع في روما في العصور الوسطى وعصر النهضة، وخرج منها ثلاثة بابوات هم على الترتيب سلستين الثالث ونيكولا الثالث (1277 ـ 1280) وبندكت الثالث عشر (1724 ـ 1730).
رسم سلستين الثالث قسًا في 13 أبريل 1191، وشغل منصب البابوية لست سنوات وتسعة أشهر وتسعة أيام انتهت بوفاته في 8 يناير 1198.
دفن سلستين الثالث في اللاتيرانو.

## روابط خارجية
- سلستين الثالث على موقع الموسوعة البريطانية (الإنجليزية)
- سلستين الثالث على موقع إن إن دي بي (الإنجليزية)